# جافين بازونو
جافين أوكيروغن بازونو (مواليد 20 فبراير 2002) هو لاعب كرة قدم أيرلندي محترف يلعب كحارس مرمى لنادي ساوثهامبتون في الدوري الإنجليزي الممتاز ومنتخب جمهورية أيرلندا.
بدأ بازونو مسيرته في نادي شامروك روفرز، حيث ظهر لأول مرة مع الفريق الأول في يونيو 2018 في سن 16 عامًا، قبل الانضمام إلى مانشستر سيتي في فبراير 2019. قضى موسم 2020–21 على سبيل الإعارة في روتشديل وموسم 2021–22 على سبيل الإعارة في بورتسموث.
لعب لأول مرة مع منتخب أيرلندا للشباب في عام 2021.

## حياته الشخصية
ولد بازونو في دبلن، ونشأ في ضاحية فيرهوس. وهو من أصول أيرلندية، ونيجيرية.
شقيقه تود هو حارس مرمى يلعب مع نادي شامروك روفرز تحت 17 عامًا.

## مسيرته الكروية

### شامروك روفرز
بعد تخرجه من أكاديمية شامروك روفرز، ظهر بازونو لأول مرة مع الفريق الأول لروفرز في 9 يونيو 2018 في فوز 5–0 على أرضه أمام براي واندررز، في سن 16 عامًا. صرح المدرب ستيفن برادلي أنه على الرغم من عدم رغبته في "إشراك [حراس المرمى الشباب] في وقت مبكر"، إلا أن بازونو كان "مستعدًا" لأول ظهور له مع الفريق الأول. شارك في ثلاث مباريات أخرى مع شامروك روفرز في دوري الدرجة الممتازة الأيرلندي 2018، تصدى خلالها لركلة جزاء في كورك مما يعني أنه حافظ على نظافة شباكه في أربع مباريات من أصل أربع مباريات في الدوري. كما شارك بازونو مرتين في الدوري الأوروبي 2018–19.

### مانشستر سيتي
في 6 سبتمبر 2018، أُعلن أن بازونو قد انضم إلى نادي مانشستر سيتي في الدوري الإنجليزي الممتاز مقابل قيمة غير معلنة، ورد أنها 420 ألف جنيه إسترليني، على الرغم من عدم تحديد تاريخ لانضمامه، حيث رغب بازونو في إكمال تعليمه في نظام التعليم الأيرلندي. في الشهر التالي، أُعلن أنه وقع اتفاقية ما قبل العقد مع مانشستر سيتي، حيث تم الاتفاق في البداية على أنه سينضم إلى النادي في صيف 2019، قبل أن يتم تقديمه إلى فبراير 2019. ظهر لأول مرة مع فريق مانشستر سيتي تحت 18 عامًا في 9 فبراير 2019 ضد ستوك سيتي تحت 18 عامًا.
استدعي بازونو لقائمة مباراة مانشستر سيتي ضد ريال مدريد في دوري أبطال أوروبا ضمن إياب دور الستة عشر في أغسطس 2020.

#### الإعارة إلى روتشديل وبورتسموث
وقع على تمديد عقده مع مانشستر سيتي حتى عام 2024 وانضم إلى نادي روتشديل من دوري الدرجة الأولى على سبيل الإعارة لمدة موسم في وقت لاحق من ذلك الشهر. بدأ وحافظ على نظافة شباكه في أول ظهور له مع روشدايل يوم 5 سبتمبر 2020 في الفوز 1–0 في كأس رابطة الأندية الإنجليزية المحترفة خارج أرضه أمام هدرسفيلد تاون، وظهر لأول مرة في الدوري في الأسبوع التالي في الهزيمة 3–1 أمام سويندون تاون.
في 1 يوليو 2021، انتقل على سبيل الإعارة إلى بورتسموث لموسم 2021–22. اختير هناك في نهاية الموسم، كأفضل لاعب في النادي ولاعب الموسم.

### ساوثهامبتون
في 17 يونيو 2022، انضم بازونو إلى ساوثهامبتون بعقد مدته خمس سنوات مقابل 12 مليون جنيه إسترليني. في 6 أغسطس 2022، ظهر لأول مرة في الدوري الإنجليزي الممتاز مع ساوثهامبتون في الهزيمة 4–1 أمام توتنهام هوتسبير. حافظ بازونو على شباكه نظيفة لأول مرة في الدوري الإنجليزي الممتاز ولساوثامبتون في 19 أكتوبر 2022 في الفوز 0–1 على بورنموث.
قبل مباراة بريستون نورث إيند يوم 16 أبريل 2024، تعرض لإصابة في وتر العرقوب أثناء الإحماء وكان من المتوقع أن يغيب عن بقية موسم 2023–24. أكد المدرب راسيل مارتن لاحقًا أن بازونو سيغيب عن الملاعب لمدة تتراوح بين تسعة إلى عشرة أشهر.

## مسيرته الدولية
لعب بازونو مع جمهورية أيرلندا في منتخبي الشباب تحت 17 عامًا وتحت 21 عامًا. كما أنه لعب رفقة منتخب تحت 17 عامًا في بطولة أمم أوروبا تحت 17 سنة.
في مارس 2021، تم استدعاؤه إلى منتخب جمهورية أيرلندا الأول لأول مرة، استعدادًا لخوض تصفيات كأس العالم 2022. ظهر لأول مرة مع المنتخب الأول في الهزيمة 1–0 يوم 27 مارس 2021 أمام لوكسمبورغ.

## الإحصائيات

### النادي
آخر تحديث بعد المباراة التي لُعبت يوم 13 أبريل 2024.
| النادي           | الموسم   | الدوري                         | الدوري | الدوري  | الكأس المحلي | الكأس المحلي | كأس الدوري | كأس الدوري | أخرى   | أخرى    | المجموع | المجموع |
| النادي           | الموسم   | الدرجة                         | الظهور | الأهداف | الظهور       | الأهداف      | الظهور     | الأهداف    | الظهور | الأهداف | الظهور  | الأهداف |
| ---------------- | -------- | ------------------------------ | ------ | ------- | ------------ | ------------ | ---------- | ---------- | ------ | ------- | ------- | ------- |
| شامروك روفرز     | 2018     | دوري الدرجة الممتازة الأيرلندي | 4      | 0       | 0            | 0            | 0          | 0          | 2      | 0       | 6       | 0       |
| مانشستر سيتي     | 2018–19  | الدوري الإنجليزي الممتاز       | 0      | 0       | 0            | 0            | 0          | 0          | 0      | 0       | 0       | 0       |
| مانشستر سيتي     | 2019–20  | الدوري الإنجليزي الممتاز       | 0      | 0       | 0            | 0            | 0          | 0          | 0      | 0       | 0       | 0       |
| مانشستر سيتي     | 2020–21  | الدوري الإنجليزي الممتاز       | 0      | 0       | 0            | 0            | 0          | 0          | 0      | 0       | 0       | 0       |
| مانشستر سيتي     | 2021–22  | الدوري الإنجليزي الممتاز       | 0      | 0       | 0            | 0            | 0          | 0          | 0      | 0       | 0       | 0       |
| مانشستر سيتي     | المجموع  | المجموع                        | 0      | 0       | 0            | 0            | 0          | 0          | 0      | 0       | 0       | 0       |
| روشدايل (إعارة)  | 2020–21  | الدوري الإنجليزي الدرجة الأولى | 29     | 0       | 1            | 0            | 2          | 0          | 0      | 0       | 32      | 0       |
| بورتسموث (إعارة) | 2021–22  | الدوري الإنجليزي الدرجة الأولى | 44     | 0       | 2            | 0            | 0          | 0          | 0      | 0       | 46      | 0       |
| ساوثهامبتون      | 2022–23  | الدوري الإنجليزي الممتاز       | 32     | 0       | 1            | 0            | 4          | 0          | —      | —       | 37      | 0       |
| ساوثهامبتون      | 2023–24  | دوري البطولة الإنجليزية        | 41     | 0       | 0            | 0            | 0          | 0          | 0      | 0       | 41      | 0       |
| ساوثهامبتون      | 2024–25  | الدوري الإنجليزي الممتاز       | 0      | 0       | 0            | 0            | 0          | 0          | —      | —       | 0       | 0       |
| ساوثهامبتون      | المجموع  | المجموع                        | 73     | 0       | 1            | 0            | 4          | 0          | 0      | 0       | 78      | 0       |
| الإجمالي         | الإجمالي | الإجمالي                       | 150    | 0       | 4            | 0            | 6          | 0          | 2      | 0       | 162     | 0       |

1. ↑  الظهور في الدوري الأوروبي

### المنتخب
آخر تحديث بعد المباراة التي لُعبت يوم 26 مارس 2024.
| المنتخب         | السنة    | المشاركات | الأهداف |
| --------------- | -------- | --------- | ------- |
| جمهورية أيرلندا | 2021     | 10        | 0       |
| جمهورية أيرلندا | 2022     | 3         | 0       |
| جمهورية أيرلندا | 2023     | 8         | 0       |
| جمهورية أيرلندا | 2024     | 1         | 0       |
| الإجمالي        | الإجمالي | 22        | 0       |

## الإنجازات
الفردية
- تصدي الشهر في الدوري الإنجليزي الممتاز: نوفمبر / ديسمبر 2022[41]

- لاعب الموسم في بورتسموث: 2021–22[22]
- RTÉ أفضل رياضي شاب في السنة: 2021[42]
- FAI أفضل لاعب شاب دولي: 2021[43]
- فريق العام من اتحاد لاعبي كرة القدم المحترفين: الدوري الإنجليزي الدرجة الأولى 2021–22[44]
- فريق الشباب في العالم (أقل من 20 سنة) من الاتحاد الدولي لتاريخ وإحصاءات كرة القدم: 2022[45]